# تاكاهيرو أراكي
تاكاهيرو أراكي (باليابانية: 荒木貴裕؛ بالكانا: あらき たかひろ) هو لاعب كرة قاعدة ياباني، ولد في 26 يوليو 1987 في أويابي في اليابان.

## وصلات خارجية
- تاكاهيرو أراكي على موقع الدوري الياباني لكرة القاعدة (الإنجليزية)
- تاكاهيرو أراكي على موقعبيزبول رفرنس.كوم (الدوري الثانوي) (الإنجليزية)